# Veszprém Wildfires 2009
Questa voce raccoglie le informazioni riguardanti i Veszprém Wildfires nelle competizioni ufficiali della stagione 2009.

## Divízió II 2009

### Stagione regolare
| 12 aprile 2009 2ª giornata | Kaposvár Golden Fox | 14 – 28 | Veszprém Wildfires |  |

| 9 maggio 2009 6ª giornata | Veszprém Wildfires | 11 – 13 | Nagykanizsa Demons |  |

| 23 maggio 2009 8ª giornata | Veszprém Wildfires | 13 – 20 | Kaposvár Golden Fox |  |

| 6 giugno 2009 10ª giornata | Nagykanizsa Demons | 6 – 14 | Veszprém Wildfires |  |

### Playoff
| 21 giugno 2009 Quarti di finale | Veszprém Wildfires | 9 – 7 | Pécs Gringos |  |

| 4 luglio 2009 Semifinale | Dunaújváros Gorillaz | 28 – 3 | Veszprém Wildfires |  |

## Statistiche di squadra
| Competizione      | %Vittorie | In casa | In casa | In casa | In casa | In casa | In casa | In trasferta | In trasferta | In trasferta | In trasferta | In trasferta | In trasferta | Totale | Totale | Totale | Totale | Totale | Totale |
| Competizione      | %Vittorie | G       | V       | N       | P       | Pf      | Ps      | G            | V            | N            | P            | Pf           | Ps           | G      | V      | N      | P      | Pf     | Ps     |
| ----------------- | --------- | ------- | ------- | ------- | ------- | ------- | ------- | ------------ | ------------ | ------------ | ------------ | ------------ | ------------ | ------ | ------ | ------ | ------ | ------ | ------ |
| Stagione regolare | .500      | 2       | 0       | 0       | 2       | 24      | 33      | 2            | 2            | 0            | 0            | 42           | 20           | 4      | 2      | 0      | 2      | 66     | 53     |
| Playoff           | .500      | 1       | 1       | 0       | 0       | 9       | 7       | 1            | 0            | 0            | 1            | 3            | 28           | 2      | 1      | 0      | 1      | 12     | 35     |
| Totale            | .500      | 3       | 2       | 0       | 1       | 33      | 40      | 3            | 1            | 0            | 2            | 45           | 48           | 6      | 3      | 0      | 3      | 78     | 88     |